# Phragmatobia x-album
Phragmatobia x-album là một loài bướm đêm thuộc phân họ Arctiinae, họ Erebidae.